# Amours d'occasion
Amours d'occasion est une websérie québécoise en huit épisodes d'environ 11 minutes créée, scénarisée et réalisée par Eva Kabuya et diffusée entièrement le 29 janvier 2020 sur ICI TOU.TV. Le titre est inspiré du roman de Gabrielle Roy, Bonheur d'occasion.
Située au quartier de Saint-Henri, la série décrit les relations amicales et les histoires d'amours de huit personnages henriçois qui, pendant trois jours caniculaires du mois de juillet, deviennent victimes d'expériences surnaturelles. Les personnages de la websérie doivent confronter leurs peurs et leurs désirs refoulés,.
Les thèmes de l'embourgeoisement et du changement climatique sont abordés dans la série et le titre est inspiré du roman de Gabrielle Roy, Bonheur d'occasion.

## Sypnosis
Alors qu'une canicule étourdissante s'abat sur Montréal et plonge la ville dans une torpeur générale, les habitants du quartier de Saint-Henri, sont en proie à des événements que la raison ne saurait expliquer.

## Distribution
- Audrey Roger : Djamina
- Mireille Métellus : Louise
- Nate Husser : Drew
- Sacha Charles : Abel
- Karina Aktouf : Hind
- Adam Moussamih : Ali
- Zakary Belharbi : Nabil
- Luc-Carl Uzarama : Enso
- Mylène Mackay : Florence
- Wensi Yan : Mei
- Marie-Carmel Fouche : Denise
- Leila Thibault-Louchem : Orphélia
- Rania Ouani : Siham
- Jean-Sébastien Courchesne : Philippe
- Mégane Poulin : Mimi
- Claude Bégin : Yohan
- André Umbracio : Jesse
- Joseph Antaki : Adamo
- Daniel Malenfant : Huissier
- Angèle Lamontagne : Femme avec saccoche
- Lucson Jean : Homme
- Sophie Chen : Katie
- Tommy Joubert : Felix
- Jaymie Khammay : Bébé Lucy
- Alie Abran Pouliot : Bébé Lucy
- Marina Phomsena : Doublure Mei
- Claudiane Ruelland : Femme enceinte 1
- Marie-Chantale Nadeau : Femme enceinte 2
- Sophie Nélisse : Jeune Florence
- Ève Lavigne-Desjardins : Jeune Mimi
- Lyssia Tremblay : Fillette hipster
- Catherine Le Gresley : Mère hipster
- Israel L'Italien : Père hipster
- Alexandre Kabuya : Client

## Production

### Développement
Dans le but d'être sélectionnée par TOU.TV, Eva Kabuya a dû créer, dans un premier temps, une bande-annonce de sa websérie, puis faire un résumé abrégé de celle-ci. Puis, dans un second temps, elle a dû rédiger un document exhaustif de ses intentions et de son approches de réalisation et deux scénarios. Après tous ces efforts, Amours d'occasion a été sélectionné et la soumission de la websérie a été endossé, auprès du Fonds indépendant de production, par TOU.TV.

### Attribution des rôles
Au Québec, la distribution télévisuelle et cinématographique est hégémoniquement blanche et les rôles joués par des personnes racisées, ou issues de minorités visibles, sont peu développés, peu nuancés et souvent liés à une histoire d'immigration extrêmement dramatique. De plus, les rares acteurs noirs sont placés dans des rôles d'antagonistes ou liés au gangstérisme. Une excuse souvent présentée de cette sous-représentation serait la difficulté à trouver des acteurs non-blancs qualifiés. Ayant grandi à Montréal, Eva Kabuya n'a jamais pu consommer des œuvres québécois où elle était représentée. Dans sa websérie, Eva Kabuya a entrepris d'inclure des personnages issus de communautés peu représentés à l'écran. Lors des auditions du casting sauvage, elle a été éblouie par la quantité de talents racisés déterminés et elle a réalisé que l'idée qu'il en ait pas assez au Québec est fausse.

### Tournage
La web-série a été entièrement tournée dans le quartier de Saint-Henri à Montréal où Eva Kabuya a grandi. Elle met en avant les commerces, les rues, le Square Sir-George-Étienne-Cartier et la présence historique des communautés noires dans le quartier,.

### Fiche technique
- Titre : Amours d'occasion
- Création : Eva Kabuya
- Réalisation : Eva Kabuya
- Scénario : Eva Kabuya, Lindsay Carpentier et Nicola Lanthier-Roger
- Direction artistique : Audrey Lorrain
- Photographe de plateau : Fred Gervais-Dupuis
- Montage : Eva Kabuya, Andrée-Anne Lavoie, Amélie Labrèche
- Casting : Marie-Charlotte Aubin
- Musique : Maxime Fortin
- Production : Paule Gagnier
- Société de production : Les Production St Laurent TV
- Sociétés de distribution : Société Radio-Canada
- Pays d'origine :  Canada
- Langue : Français, Anglais et Arabe
- Format :  couleur - 16:9
- Genre : Réalisme magique
- Nombre de saisons : 1
- Nombre d'épisodes : 8
- Durée : 11 min
- Date de première diffusion : 29 janvier 2020

## Épisodes
| No. dans la saison | Titre                                             |
| --- | ------------------------------------------------- |
| 1 | Rue Notre-Dame Ouest / Avenue Greene              |
| Dans la torpeur causée par une canicule qui n'en finit plus, Djamina tente de faire la part des choses entre ses mirages et la réalité. |                                                   |
| 2 | Rue St-Ferdinand / Rue St-Antoine                 |
| Poussée dans ses derniers retranchements, Hind fait un souhait innocent qui devient réalité.                                            |                                                   |
| 3 | Rue Notre-Dame Ouest / Rue Delinelle              |
| Le destin de Drew est chamboulé lorsque de l’argent tombe du ciel.                                                                      |                                                   |
| 4 | Rue Saint-Philippe / Rue Sainte-Émilie            |
| Prise au dépourvu par la visite surprise de sa sœur, Mei décide de changer les rôles avec elle le temps d'une journée.                  |                                                   |
| 5 | Rue Sir Georges-Étienne Cartier / Rue St-Ambroise |
| À force de jeux de rôle, Enso et Ali se retrouvent pris à leur propre jeu.                                                              |                                                   |
| 6 | Rue Notre-Dame Ouest / Rue de Courcelle           |
| Après un coup de chaleur, Ophélia se retrouve transformée... dans l'indifférence générale.                                              |                                                   |
| 7 | Avenue Greene / Rue Notre-Dame ouest              |
| La routine de Florence est chamboulée lorsque surgissent des spectres de son passé.                                                     |                                                   |
| 8 | Place Guay / Rue Agnès                            |
| Abel tente tant bien que mal de sortir de sa relation avec Djamina... au sens propre.                                                   |                                                   |

## Récompenses
- Los Angeles Film Awards
  - The Best Web Series (May 2020)
  - Honorable Mention : Drama

### Entrevues radiophoniques
- Évangeline Kabuya, interview par Alison Vicrobeck, Évangéline Kabuya réalise la série web Amours d'occasion - rencontre, ICI Radio-Canada Première, 29 janvier 2020 (consulté le 7 mars 2020).
- Eva Kabuya, interview par Marie-Louise Arsenault, La websérie Amours d'occasion : Entrevue avec Eva Kabuya, Plus on est de fous, plus on lit!, ICI Radio-Canada Première, 10 février 2020 (consulté le 7 mars 2020).